# 烏克蘭國家電視廣播公司
烏克蘭國家電視廣播公司（烏克蘭語：Національна суспільна телерадіокомпанія України，羅馬化：Natsionalna Suspilna Teleradiokompaniia Ukrainy，縮寫：НСТУ；英文标识为Suspilne）是烏克蘭的國營電視台。烏克蘭國家電視公司播出頻道Pershyi Natsionalnyi，是烏克蘭唯一一家國土覆蓋率超過97%的電視頻道，也是烏克蘭唯一一家國營電視頻道。烏克蘭國家電視公司的目標受眾是烏克蘭社會各個階層，也包括少數民族。烏克蘭國家電視公司優先播出新聞、科普、文化、娛樂和運動類節目，但收視率遠低於民營電視台。烏克蘭現在有計劃將烏克蘭國家電視公司公共化。烏克蘭國家電視公司和波蘭電視台擁有2012年歐錦賽的轉播權。

## 外部連結
- 官方网站（乌克兰語）
- 烏克蘭國家電視廣播公司的Facebook專頁（乌克兰語）
- 烏克蘭國家電視廣播公司的X（前Twitter）（乌克兰語）
- 烏克蘭國家電視廣播公司的Telegram（乌克兰語）
- YouTube上的烏克蘭國家電視廣播公司頻道（乌克兰語）
- 烏克蘭國家電視廣播公司的Instagram帳戶（乌克兰語）